# Europastraße 607
Die Europastraße 607 (kurz: E 607) ist eine insgesamt ca. 83 Kilometer lange Europastraße des Zwischennetzes, die in Frankreich Digoin über Paray-le-Monial mit Chalon-sur-Saône verbindet. Die Straßenlänge beträgt von Paray-le-Monial bis Chalon-sur-Saône rund 72 Kilometer, dazu kommen rund 11 Kilometer für den Abschnitt Digoin-Paray-le-Monial. Sie ist Teil der Route Centre-Europe Atlantique.

## Verlauf
Die Straße verläuft in etwa von Südwesten nach Nordosten. Ihr offizieller Anfang liegt in Digoin an der Loire, von wo sie zunächst in östlicher Richtung als Route nationale 79 gleichlaufend mit der Europastraße 62 verläuft. In den nördlichen Randgebieten von Paray-le-Monial zweigt sie als Route nationale 70 nach Nordosten ab, verläuft durch Montceau-les-Mines und kreuzt bei Montchanin die Straße von Autun nach Chalon-sur-Saône, die von der Kreuzung nach Autun die Bezeichnung D680 führt. Auf deren östlicher Fortsetzung, der Route nationale 80, verläuft sie mit getrennten Richtungsfahrbahnen nach Osten bis nach Chalon-sur-Saône, wo sie an der Auffahrt 26 zur Autoroute A6 endet.